# Устный Закон

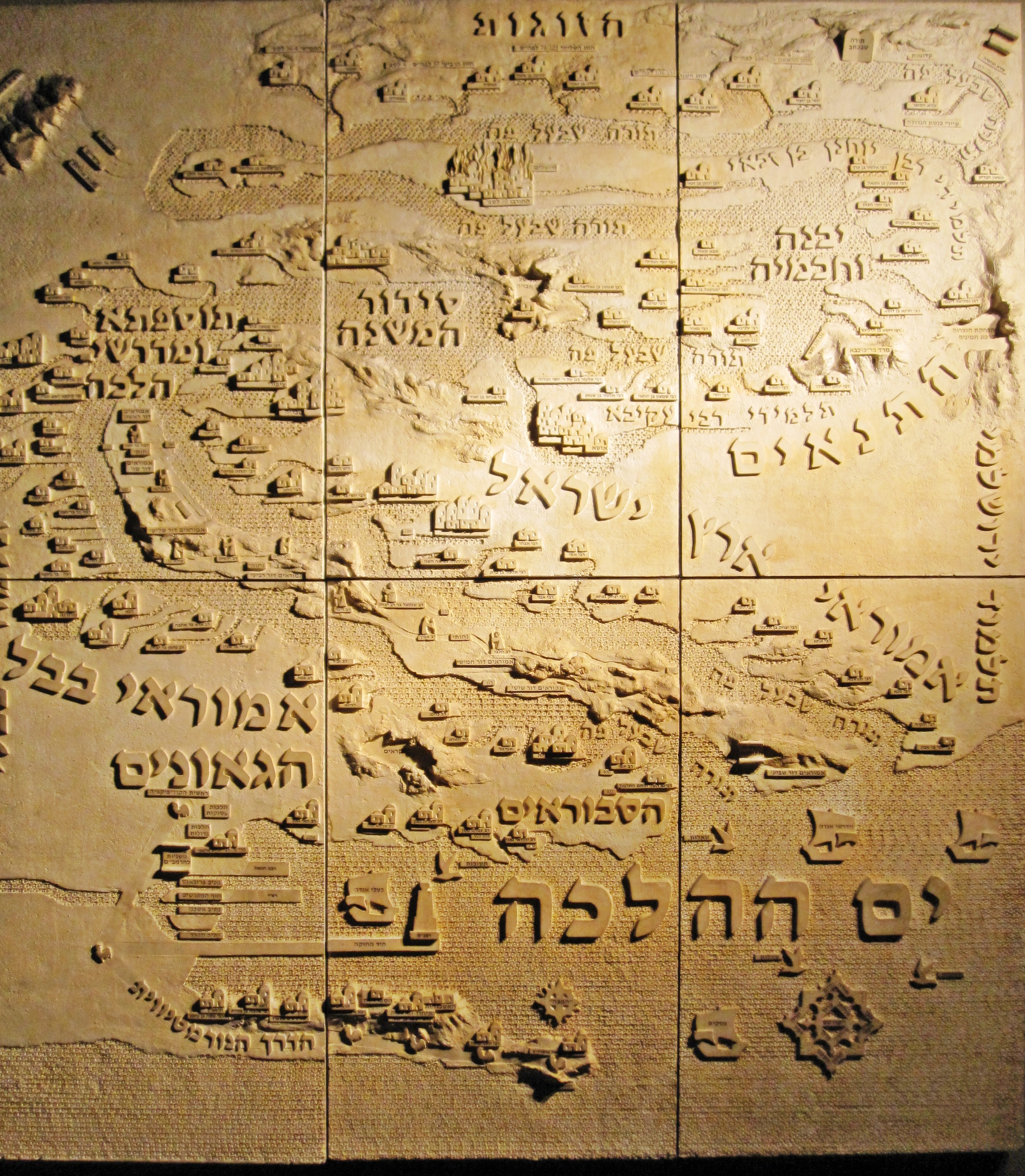
Устный Закон

Устный Закон (ивр. תּוֹרָה שֶׁבְּעַל-פֶּה‎, Тора ше-бэ-аль-пэ) или Устная Тора — общее название устной галахической и аггадической традиции в иудаизме. Возник в результате долгого развития и формирования, и позже был записан в письменном виде (вначале Мишна, а затем Талмуд, а также мидраши).
Часто выражение Устный Закон употребляют в более узком смысле, подразумевая лишь галахическую часть Устной Торы.

## Значение Устной Торы в иудаизме
В ортодоксальном (раввинистическом) иудаизме Устная Тора служит неотъемлемым дополнением к главному священному тексту иудаизма — собственно Торе (Пятикнижию Моисееву), которую в этом случае, во избежание путаницы, называют «Письменной Торой» («Тора ше-би-хтав»). Устный Закон является обязательным к исполнению, являясь практическим толкованием законов Письменной Торы, поясняя «как конкретно» исполнять заповеди в повседневной жизни, поскольку традиционно считается, что Моисей на горе Синай получил обе Торы — и Письменную, и Устную, которая разъясняет Письменную. Считается также, что вся Устная Тора может быть выведена (и была выведена мудрецами) из Письменной посредством ряда герменевтических принципов. Тем самым, согласно традиционному подходу, Письменная Тора является подобием конспекта, в котором зашифрованы все положения Устной Торы, которой собственно и руководствуются в повседневной жизни, основываясь на мнениях еврейских мудрецов и религиозных авторитетов .
Согласно преданию, долгое время существовал запрет записывать Устную Тору. Однако, после разрушения Второго Храма и римских гонений возникла опасность утраты знаний. Во II веке н. э. по решению собрания законоучителей Устный Закон был собран в письменные сборники, которые впоследствии составили Мишну.
В разные времена существовали (и существуют сейчас) секты, не признававшие устный Закон, а опиравшиеся только на Письменную Тору: самаритяне, саддукеи, караимы. Но поскольку из самого текста Торы не совсем ясно, как следует исполнять те или иные её предписания, эти секты неизбежно создают свой вариант толкования Торы, свою традицию, несущую те же функции, что и Устная Тора.

## Передача Устной Торы
Согласно Мишне, Трактату «Пиркей Авот» («Поучения отцов»), 
Моше (Моисей) получил Тору на горе Синай и передал её Иехошуа (Иисусу Навину), Иехошуа передал её старейшинам Израиля, старейшины — пророкам, а пророки — мужам Великого Собрания.
Рамбам в предисловии к своему труду Мишне Тора так описывает традицию передачи Устной Торы вплоть до завершения Талмуда:
Штолол от Рава Аши

Рав Аши от Равы

Рава от Рабы

Раба от рава Уны

Рав Уна от рабби Йоханана, Рава и Шмуэля

Рабби Йоханан, Рав и Шмуэль — от Рабейну ха-Кадош (Иехуда ха-Наси, Рабби)

Рабейну ха-Кадош от раббана Шимона, отца своего

Раббан Шимон от раббана Гамлиэля, отца своего

Раббан Гамлиэль от раббана Шимона, отца своего

Раббан Шимон от раббана Гамлиэля Старшего, отца своего

Раббан Гамлиэль Старший от раббана Шимона, отца своего

Раббан Шимон от Гиллеля, отца своего, и от Шамая

Гиллель и Шаммай — от Шмайи и Автальона

Шмайя и Автальон — от Иеуды и Шимона

Иеуда и Шимон — от Йеошуа бен-Прахья и Нитая ха-Арбели

Йеошуа и Нитай — от Йосефа бен-Йоэзера и Йосефа бен-Йоханана

Йосеф бен-Йоэзер и Йосеф бен-Йоханан — от Антигноса

Антигнос от Шимона Праведника

Шимон Праведник от Эзры

Эзра от Баруха

Барух от Иермияу

Иермияу от Цфании

Цфания от Хавакука

Хавакук от Нахума

Нахум от Йоэля

Йоэль от Михи

Миха от Ишаяу

Ишаяу от Амоса

Амос от Ошеа

Ошеа от Зехарья

Зехарья от Иеояды

Иеояда от Элиши

Элиша от Элияу

Элияу от Ахии

Ахия от Давида

Давид от Шмуэля

Шмуэль от Эли

Эли от Пинхаса

Пинхас от Йеошуа

Йеошуа от Моше

Моше — из уст самого Всевышнего.

Получается, что все приняли от Господа, Бога Израиля.